# Daïra de Tenira
La daïra de Tenira est une circonscription administrative algérienne située dans la wilaya de Sidi Bel Abbès. Son chef-lieu est situé sur la commune éponyme de Tenira.
La daïra regroupe les quatre communes:
- Tenira
- Oued Sefioun
- Benachiba Chelia
- Hassi Dahou